# Светско првенство у атлетици у дворани 1987 — 60 метара препоне за мушкарце
Трка на 60 метара са препонама у мушкој конкуренцији на 1. Светском првенству у атлетици у дворани 1987. у Индијанаполису одржана је 6. и 8. марта у  у спортској дворани Hoosier Dome.

## Земље учеснице
Учествовала су 19 такмичара из 16 земаља.
1. Аустралија (1)
2. Канада (1)
3. Италија (1)
4. Јамајка (1)
5. Египат (1)
6. Мађарска (1)
7. Маурицијус (1)
8. Обала Слоноваче (1)
9. Румунија (1)
10. Салвадор (1)
11. САД (2)
12. Уједињено Краљевство (2)
13. Финска (1)
14. Француска (1)
15. Шведска (1)
16. Шпанија (2)

## Освајачи медаља
|                 |                           |                                    |
| Тони Кембел САД | Стефан Каристан Француска | Најџел Валкер Уједињено Краљевство |

## Рекорди пре почетка Светског првенства 1987.
Стање 4. март 1987.. 
| Светски рекорд             | 7,36                                  | Грег Фостер, Сједињене Државе         | Лос Анђелос, САД                      | 19. јануар 1987.                      |                                       |
| Рекорд светских првенстава | Ово је 1. светско првенство у дворани | Ово је 1. светско првенство у дворани | Ово је 1. светско првенство у дворани | Ово је 1. светско првенство у дворани | Ово је 1. светско првенство у дворани |
| Најбољи резултат сезоне    | 7,36                                  | Грег Фостер, Сједињене Државе         | Лос Анђелос, САД                      | 19. јануар 1987.                      |                                       |
| Афрички рекорд             |                                       |                                       |                                       |                                       |                                       |
| Азијски рекорд             |                                       |                                       |                                       |                                       |                                       |
| Северноамерички рекорд     | 7,36                                  | Грег Фостер, Сједињене Државе         | Лос Анђелос, САД                      | 19. јануар 1987.                      |                                       |
| Јужноамерички рекорд       |                                       |                                       |                                       |                                       |                                       |
| Европски рекорд            | 7,48                                  | Томас Мункелт, Источна Немачка        | Будимпешта, Мађарска                  | 9. март 1983.                         |                                       |
| Океанијски рекорд          |                                       |                                       |                                       |                                       |                                       |

### Најбољи резултати у 1987. години
Десет најбољих атлетичара године на 60 метара препоне у дворани пре првенства (6. марта 1987), имале су следећи пласман.
| 1.  | Грег Фостер      | Сједињене Државе     | 7,36 | 19. јануар  |
| 2.  | Стефан Каристан  | Француска            | 7,50 | 18. фебруар |
| 2.  | Марк Макој       | Канада               | 7,50 | 20. фебруар |
| 4.  | Колин Џексон     | Уједињено Краљевство | 7,55 | 7. фебруар  |
| 5.  | Арто Бригаре     | Финска               | 7,56 | 22. фебруар |
| 6.  | Renaldo Nehemiah | Сједињене Државе     | 7,59 | 16. јануар  |
| 7.  | Тони Кембел      | Сједињене Државе     | 7,60 | 20. фебруар |
| 7.  | Џонатан Риџен    | Уједињено Краљевство | 7,60 | 22. фебруар |
| 9.  | Игор Каѕанов     | СССР                 | 7,61 | 7. фебруар  |
| 10. | Роџер Кингдон    | Сједињене Државе     | 7,64 | 16. јануар  |

Такмичари чија су имена подебљана учествовали су на СП 1987.

## Сатница
| Датум         | Време | Ниво          |
| ------------- | ----- | ------------- |
| 6. март 1987. |       | Квалификације |
| 8. март 1987. |       | Финале        |

## Резултати

### Квалификације
У квалификацијама такмичари су подељени у три групе. За осам места у финалу пласирала су се двојица првопласираних из све три групе (КВ) и двојица према постигнутом резултату (кв).,.
| Плас. | Група | Атлетичар           | Земља                | ЛР   | ЛРС  | Резултат | Белешка |
| ----- | ----- | ------------------- | -------------------- | ---- | ---- | -------- | ------- |
| 1.    | 2     | Грег Фостер         | САД                  | 7,36 | 7,61 | 7,46     | КВ      |
| 2.    | 1     | Марк Макој          | Канада               | 7,41 | 7,50 | 7,56     | КВ      |
| 3.    | 2     | Колин Џексон        | Уједињено Краљевство | 7,30 | 7,55 | 7,63     | КВ      |
| 4.    | 3     | Тони Кембел         | САД                  | 7,36 | 7,60 | 7,64     | КВ      |
| 5.    | 1     | Арто Бригаре        | Финска               | 7,56 | 7,56 | 7,66     | КВ      |
| 6.    | 1     | Најџел Вокер        | Уједињено Краљевство |      | 7,65 | 7,67     | кв      |
| 7.    | 2     | Хавијер Морачо      | Шпанија              | 7,60 | 7,68 | 7,73     | кв      |
| 8.    | 1     | Ендру Паркер        | Јамајка              | 7,65 | 7,65 | 7,72     |         |
| 9.    | 3     | Стефан Каристан     | Француска            | 7,50 | 7,50 | 7,78     | КВ      |
| 10.   | 1     | Ђерђ Бакош          | Мађарска             | 7,60 | 7,67 | 7,84     |         |
| 11.   | 2     | Улф Седерман        | Шведска              |      |      | 7,84     |         |
| 12.   | 3     | Дон Рајт            | Аустралија           |      |      | 7,90     |         |
| 13.   | 4     | Карлос Сала         | Шпанија              |      | 7,74 | 7,92     |         |
| 14.   | 4     | Liviu Giurgian      | Румунија             |      | 7,68 | 8,05     |         |
| 15.   | 4     | Луиђи Берточи       | Италија              | 7,36 | 7,61 | 7,82     |         |
| 16.   | 3     | Judex Lefou         | Маурицијус           |      |      | 8,38     | НР      |
| 17.   | 4     | Маурисио Каранца    | Салвадор             |      |      | 9,01     | НР      |
| 18.   | 1     | Хишам Макин Мохамед | Египат               |      |      | 10,11    | НР      |
| -     | 1     | Марселин Дали       | Обала Слоноваче      | 7,36 | 7,61 | НС       |         |

### Финале
| Поз. | Атлетичар       | Земља                | Резултат | Белешка |
| ---- | --------------- | -------------------- | -------- | ------- |
|      | Тони Кембел     | САД                  | 7,51     | ЛР      |
|      | Стефан Каристан | Француска            | 7,62     |         |
|      | Најџел Вокер    | Уједињено Краљевство | 7,66     |         |
| 4.   | Колин Џексон    | Уједињено Краљевство | 7,68     |         |
| 5.   | Арто Бригаре    | Финска               | 7,68     |         |
| 6.   | Хавијер Морачо  | Шпанија              | 7,89     |         |
| –    | Грег Фостер     | САД                  | ДИСК     |         |
| –    | Марк Макој      | Канада               | НЗ       |         |